# Finnish Juniors
Das Finnish Juniors (auch Finnish Junior International genannt) ist im Badminton die offene internationale Meisterschaft von Finnland für Junioren und damit das bedeutendste internationale Juniorenturnier in Finnland. Es wurde erstmals in der Saison 2007/2008 ausgetragen.

## Sieger der Juniorenkategorie
| Saison    | Herreneinzel            | Dameneinzel              | Herrendoppel                      | Damendoppel                                     | Mixed                          |
| --------- | ----------------------- | ------------------------ | --------------------------------- | ----------------------------------------------- | ------------------------------ |
| 2007      | Matevž Bajuk            | Nanna Vainio             | Giovanni Greco Pierluigi Musiari  | Petra Hofmanová Šárka Křížková                  | Vladimir Rusin Petra Hofmanová |
| 2009      | Kasper Lehikoinen       | Yelyzaveta Zharka        | Paul Demmelmayer Bernd Thormann   | Yelyzaveta Zharka Natalya Voytsekh              | Kasper Lehikoinen Nanna Vainio |
| 2011      | Henri Aarnio            | Airi Mikkelä             | Linus Conrad Toni Holm-Lovén      | Airi Mikkelä Mathilda Lindholm                  | Aitor Arraiza Blanca Ibeas     |
| 2012      | Kalle Koljonen          | Dorotea Sutara           | Kalle Koljonen Alexandr Kozyrev   | Jenny Nyström Mathilda Lindholm                 | Iikka Heino Mathilda Lindholm  |
| 2013      | Iikka Heino             | Maria Dmitrieva          | Rodion Alimov Alexandr Kozyrev    | Lole Courtois Delphine Delrue                   | Rodion Alimov Alina Davletova  |
| 2014      | Angus Pedersen          | Isabel Fernández         | Angus Pedersen Matthew Widdicombe | Kristin Kuuba Helina Rüütel                     | Angus Pedersen Ekaterina Kut   |
| 2015      | Rodion Alimov           | Anastasia Semyonova      | Richard Kuhl Gustav Stromvall     | Alina Davletova Olga Rogova                     | Rodion Alimov Alina Davletova  |
| 2016      | Nhat Nguyen             | Anastasiia Pustinskaia   | Nhat Nguyen Paul Reynolds         | Mari Ann Karjus Kati-Kreet Marran               | Marcus Lõo Kati-Kreet Marran   |
| 2017      | Zach Russ               | Maria Delcheva           | Juha Honkanen Miika Lahtinen      | Anastasia Osiyanenko Anastasiia Shapovalova     | Adrian Levin Nathalie Wang     |
| 2018      | Dennis Koppen           | Edith Urell              | Brian Holtschke Kian-Yu Oei       | Anastasiia Boiarun Alena Iakovleva              | Egor Kholkin Mariia Sukhova    |
| 2019      | Ethan Rose              | Anastasiia Shapovalova   | Lev Barinov Egor Borisov          | Anastasiia Boiarun Alena Iakovleva              | Lev Barinov Anastasiia Boiarun |
| 2020      | nicht ausgetragen       | nicht ausgetragen        | nicht ausgetragen                 | nicht ausgetragen                               | nicht ausgetragen              |
| 2021      | Yohanes Saut Marcellyno | Ester Nurumi Tri Wardoyo | Justin Hoh Ong Zhen Yi            | Meilysa Trias Puspita Sari Rachel Allessya Rose | Wong Vin Sean Tan Zhing Yi     |
| 2022 2024 | nicht ausgetragen       | nicht ausgetragen        | nicht ausgetragen                 | nicht ausgetragen                               | nicht ausgetragen              |